# Municipio de Northwest (Indiana)
El municipio de Northwest (en inglés: Northwest Township) es un municipio ubicado en el condado de Orange en el estado estadounidense de Indiana. En el año 2010 tenía una población de 375 habitantes y una densidad poblacional de 4,76 personas por km².

## Geografía
El municipio de Northwest se encuentra ubicado en las coordenadas 38°38′59″N 86°37′17″O / 38.64972, -86.62139. Según la Oficina del Censo de los Estados Unidos, el municipio tiene una superficie total de 78.76 km², de la cual 78,48 km² corresponden a tierra firme y (0,36 %) 0,28 km² es agua.

## Demografía
Según el censo de 2010, había 375 personas residiendo en el municipio de Northwest. La densidad de población era de 4,76 hab./km². De los 375 habitantes, el municipio de Northwest estaba compuesto por el 97,6 % blancos, el 0,27 % eran amerindios y el 2,13 % eran de una mezcla de razas. Del total de la población el 1,33 % eran hispanos o latinos de cualquier raza.